# Amniocentesi
L'amniocentesi, igual que el mostreig de les vellositats coriòniques (MVC), són anàlisis opcionals dutes a terme en la dona embarassada que ajuden a detectar trastorns genètics del fetus abans del naixement. Consisteix a extreure una mostra de líquid amniòtic de l'úter mitjançant una agulla que travessa l'úter. L'amniocentesi es realitza a partir de la 15a setmana aproximadament.